# Moinho de água

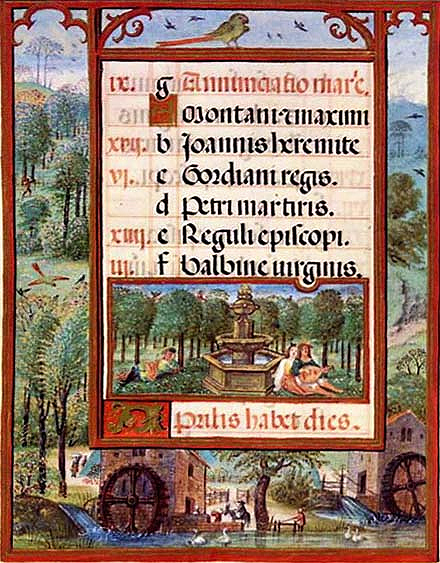
Moinho de água. Miniatura portuguesa do século XVI

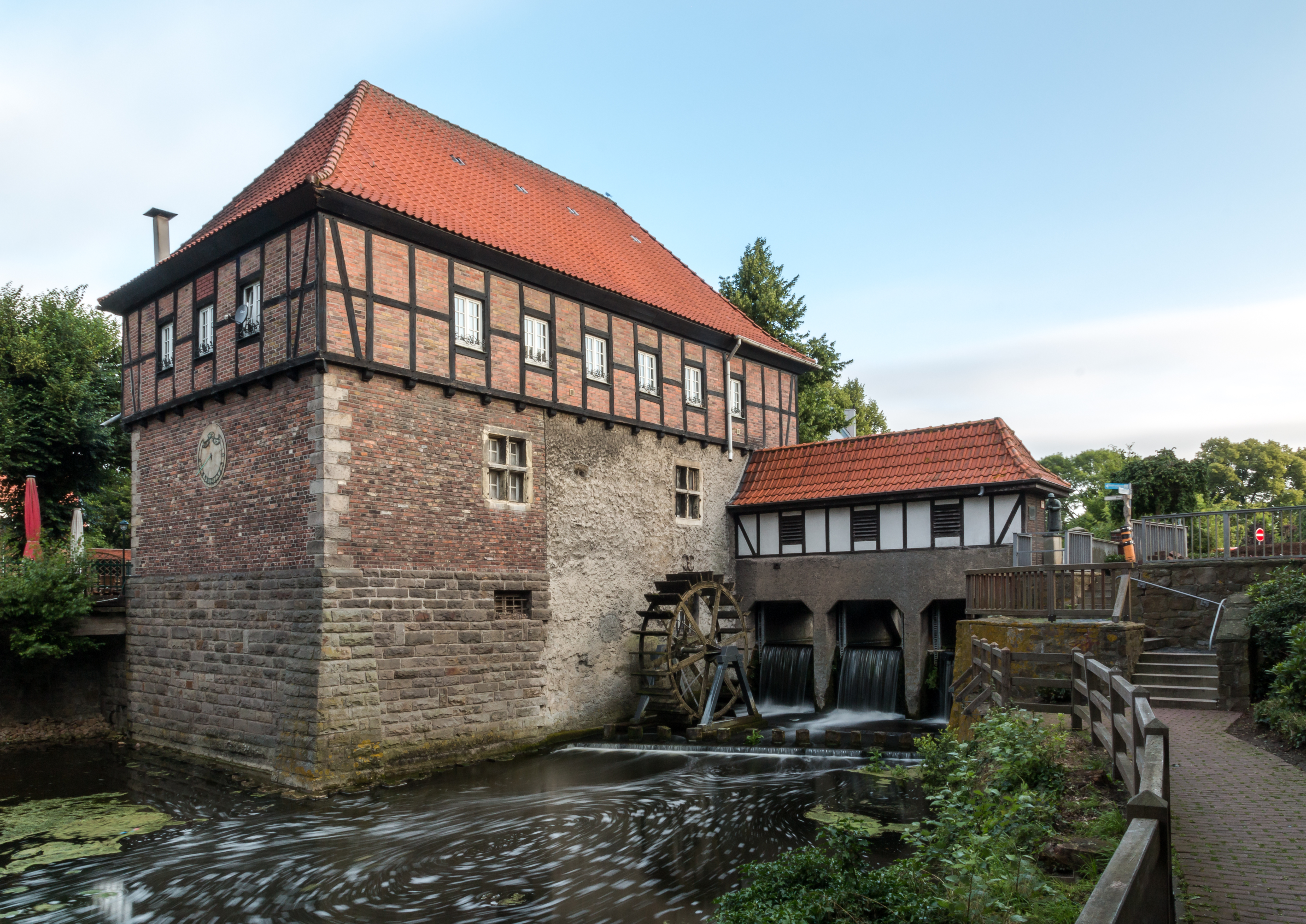
Um Moinho de água em Lüdeghausen, na Alemanha

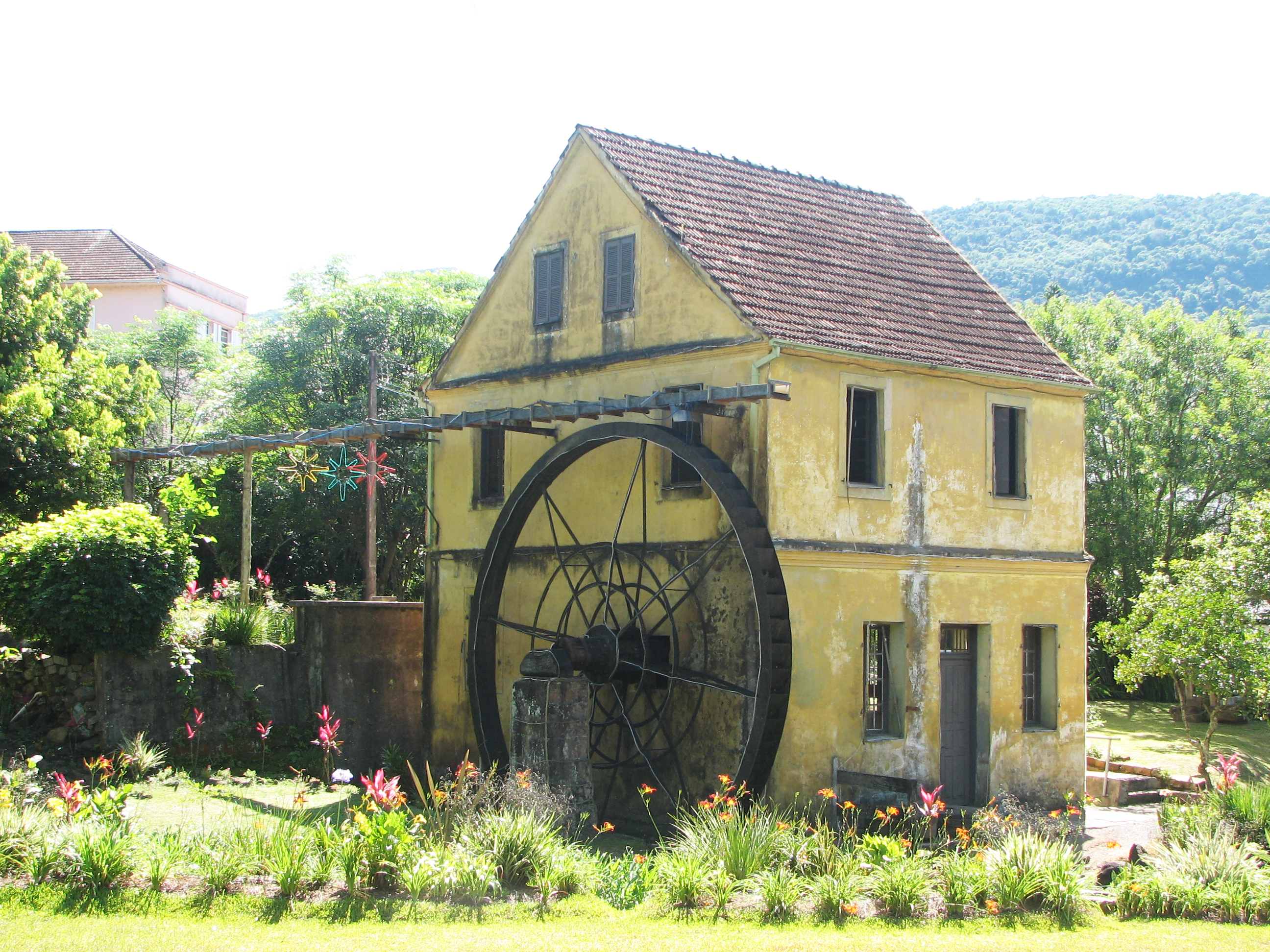
Moinho de Picada Café, estado do Rio Grande do Sul. Principal atração turística do Parque Histórico Municipal Jorge Kuhn.

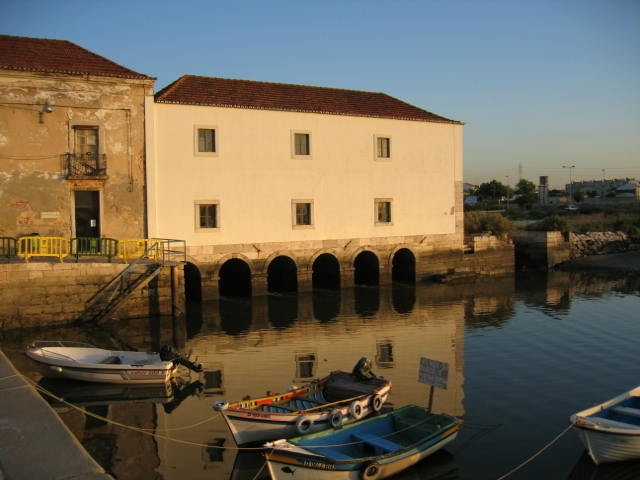
Moinho de água em Alhos Vedros.

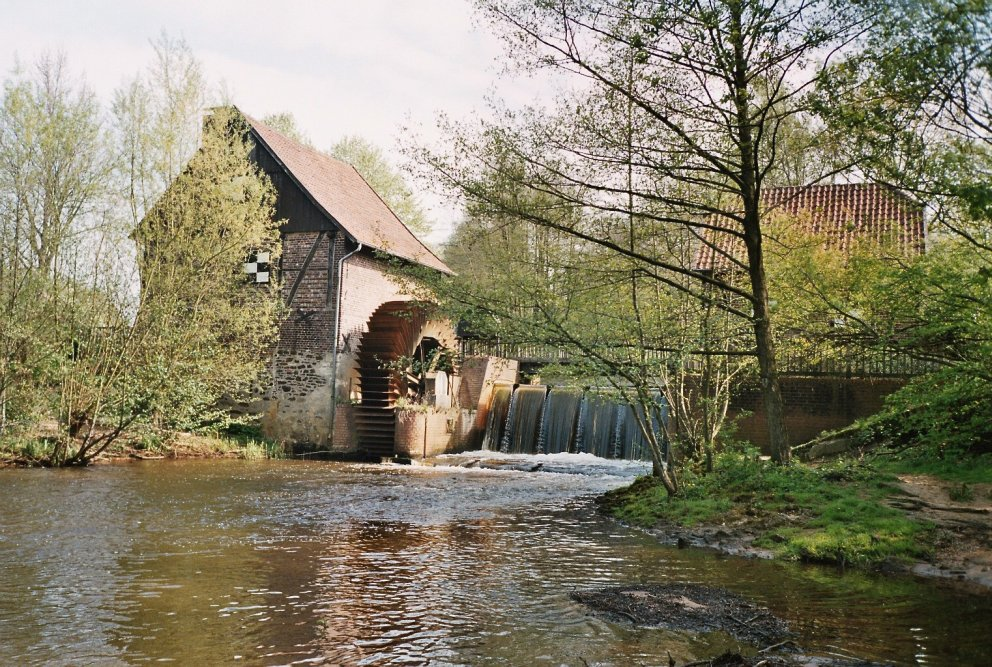
Um moinho de água, na Alemanha

Um moinho de água, ou azenha, é qualquer tipo de mecanismo capaz de aproveitar a energia cinética da movimentação de águas, e que permite moer grãos,  irrigar grandes arrozais, drenar terras alagadas e até gerar eletricidade.
Há centenas de anos que o movimento da água é usado nos moinhos. A passagem da água faz mover rodízios de madeira que estão ligados a uma mó (pedra redonda muito pesada). Esta, mói o cereal (trigo, milho, cevada, aveia, etc.) transformando-o em farinha.
Estas são as estruturas mais primitivas conhecida de aproveitamento da energia cinética das águas dos rios e ribeiros.
Modernamente, certas corredeiras e  quedas d'água provisórias, onde eram instalados esses moinhos, são usadas para produzir energia elétrica.
Hidro significa água. Energia hidráulica é a energia produzida através do movimento da água, podendo ser disponibilizada sob a forma de electricidade, ou diretamente sob a forma de energia mecânica (movimento de rotação).
Quando chove nas colinas e montanhas a água desce  para os rios que se deslocam para o mar. O movimento ou a queda da água contém energia cinética e energia potencial que pode ser aproveitada como fonte de energia.
Normalmente constroem-se diques que param o curso da água acumulando-a num reservatório a que se chama albufeira ou represa. Noutros casos, existem diques (açudes) que não param o curso natural da água, mas obriga-a a passar por um desvio que a leva até o moinho.
A transformação da energia contida nos cursos de água em energia aproveitável pode ser feito por meio de uma turbina ou de uma roda de água.
Quando se abrem as comportas da barragem, a água presa passa pelas lâminas da turbina (ou pela roda de água) fazendo-a girar, usando a força motriz da água.
A partir do movimento de rotação da turbina o processo repete-se, ou seja, o gerador ligado à turbina transforma a energia mecânica em electricidade. Isto é o que acontece na maior parte das barragens.